# Tubiluchus
Tubiluchus is een geslacht in de taxonomische indeling van de peniswormen (Priapulida). Het geslacht werd in 1968 voor het eerst wetenschappelijk beschreven door Van der Land.

## Onderliggende soort
- Tubiluchus arcticus
- Tubiluchus australensis
- Tubiluchus corallicola
- Tubiluchus philippinensis
- Tubiluchus remanei
- Tubiluchus troglodytes
- Tubiluchus vanuatensis